# Битольская Триодь
Битольская Триодь (болг. Битолски триод) — старославянский письменный памятник последней четверти XII века. Состоит из 101 пергаментного листа размерами 275 х 195 мм. Согласно данным академика Йордана Иванова, была написана в селе Слп Георгием Грамматиком, родившимся в селе Вапа. 
Наряду с обычными службами в триоди содержится цикл гимнографов епископа Константина Преславского. Написана на кириллице, однако в тексте содержится ряд следов глаголицы, что считается характерной чертой письменных памятников юго-западных славян. Имеется предположение, что эта триодь — копия более старой, глаголической книги. 
Помимо глаголических символов, в книгу включены также нотные (музыкальные) знаки. В тексте также отмечается частое употребление буквы фита (тета) (Θ), написанной как чёрной, так и красной красками. Этот знак также ставился над отдельными словами с целью указания певцам, что в этом месте требуется украшать распев.
В 1898 году рукопись была привезена в Болгарское торговое агентство в городе Битола из одного из близлежащих сел. Йордан Иванов обнаружил там его в 1907 году. В настоящее время рукопись находится в библиотеке Болгарской академии наук (№ 38), София.

## Издания
- Zaimov, J. The Kičevo Triodium. – Полата кънигописьная, 10/11, 1984, 1-202